# 아수라 (만화)
아수라(일본어: アシュラ 아슈라[*])는 조지 아키야마의 만화이자 그것을 원작으로 한 애니메이션 영화이다. 사람 육식 등의 과격한 묘사가 있는 작품으로, 논란이 많았던 작품이다.